# Phlogophora malaisei
Phlogophora malaisei är en fjärilsart som beskrevs av Emilio Berio 1972. Phlogophora malaisei ingår i släktet Phlogophora och familjen nattflyn. Inga underarter finns listade i Catalogue of Life.